# Jordens dag

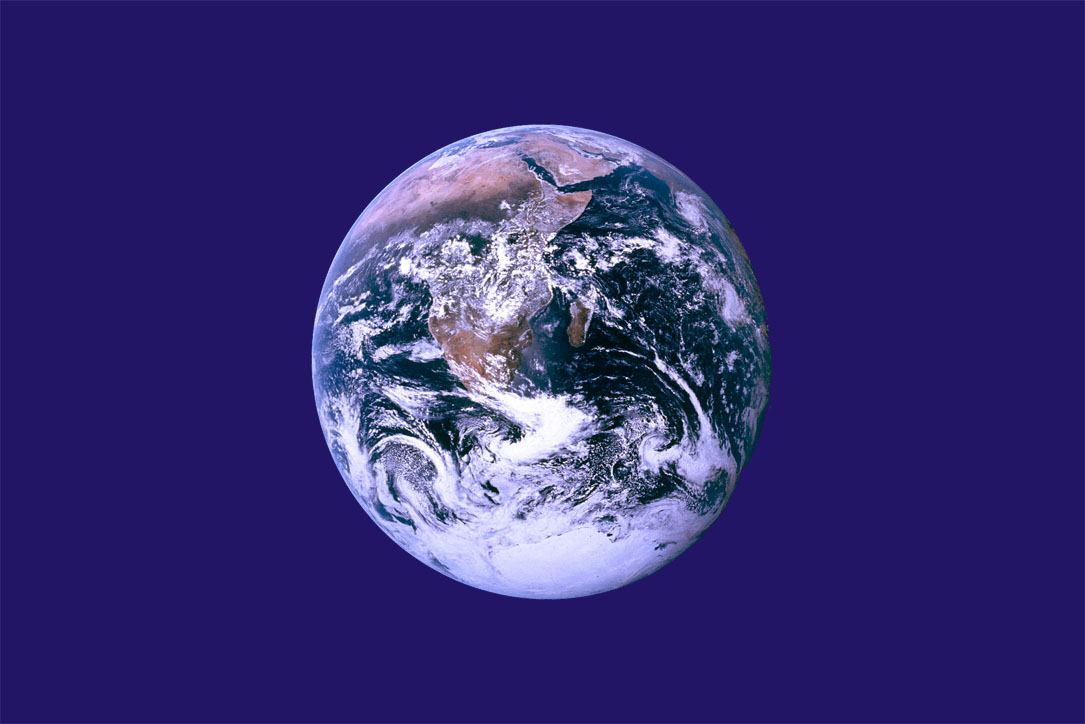
Jordens dags inofficiella flagga, den blå pärlan på blå bakgrund.

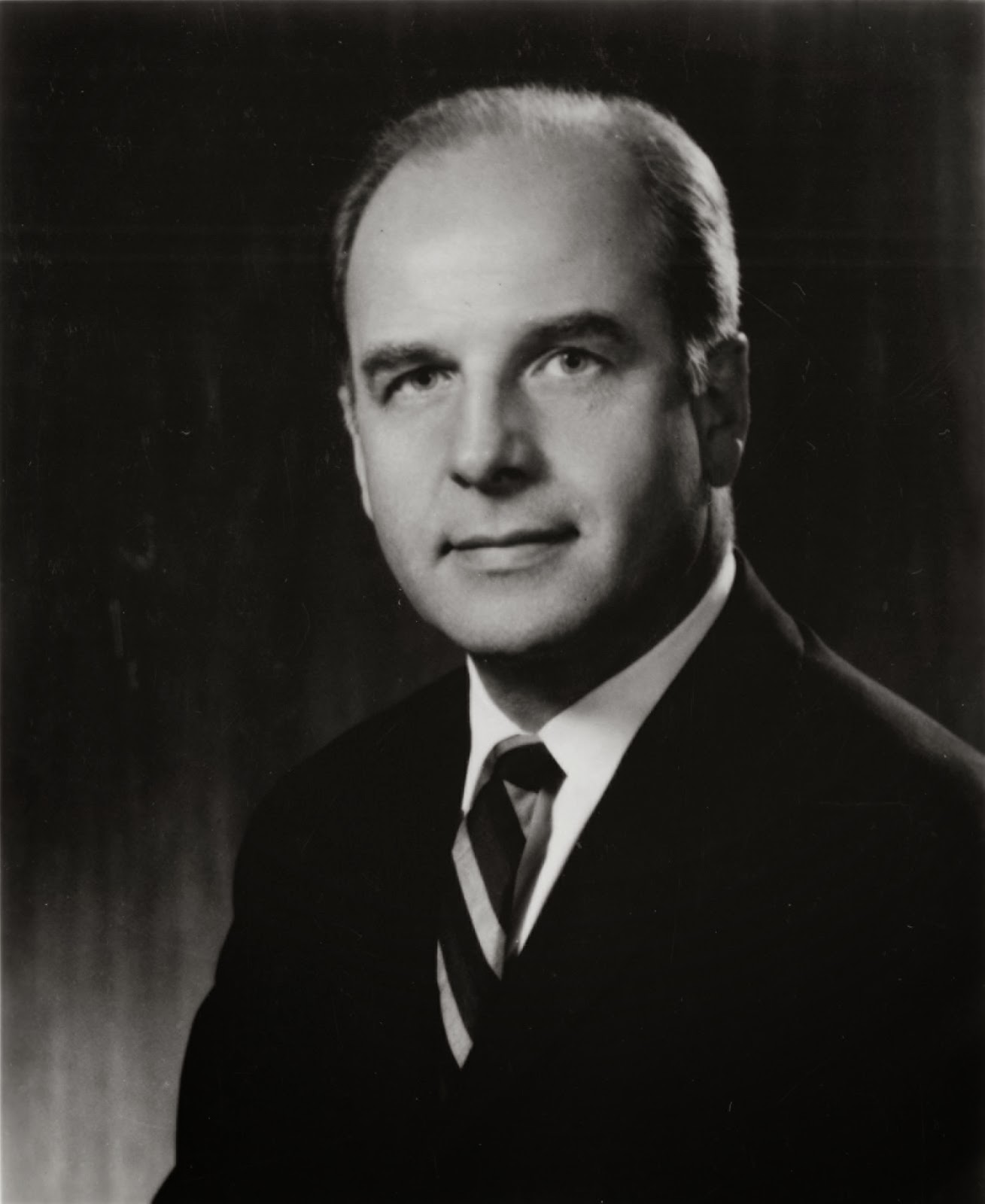
Gaylord Nelson

Jordens dag (engelska: Earth day) är en temadag initierad av den amerikanske senatorn Gaylord Nelson för att uppmärksamma världens miljöproblem. Dagen har sedan starten 1970 firats 22 april varje år.
På Jordens dag 2016 undertecknades Parisavtalet av USA, Kina och cirka 120 andra länder.